# 5625 Jamesferguson
5625 Jamesferguson este un asteroid din centura principală de asteroizi.

## Descriere
5625 Jamesferguson este un asteroid din centura principală de asteroizi. A fost descoperit pe 7 ianuarie 1991 la Siding Spring de Robert H. McNaught. Asteroidul prezintă o orbită caracterizată de o semiaxă mare de 2,67 ua, o excentricitate de 0,20 și o înclinație de 12,0° în raport cu ecliptica.